# Therioaphis dorycnii
Therioaphis dorycnii är en insektsart. Therioaphis dorycnii ingår i släktet Therioaphis och familjen långrörsbladlöss. Inga underarter finns listade i Catalogue of Life.